# 科爾法克斯 (愛荷華州)
科爾法克斯（英語：Colfax）是一個位於美國愛荷華州傑斯帕縣的城市。

## 地理
科爾法克斯的座標為41°40′33″N 93°14′40″W / 41.67583°N 93.24444°W，而該地的平均海拔高度為244米（即801英尺）。

## 人口
根據2010年美國人口普查的數據，科爾法克斯的面積為4.66平方千米，當中陸地面積為4.64平方千米，而水域面積為0.02平方千米。當地共有人口2093人，而人口密度為每平方千米449人。